# Gleditsia amorphoides
Gleditsia amorphoides — вид квіткових рослин з родини бобових (Fabaceae). Поширення: північно-східна та північно-західна Аргентина, Болівія, південна Бразилія, Парагвай, Уругвай.

## Біоморфологічна характеристика

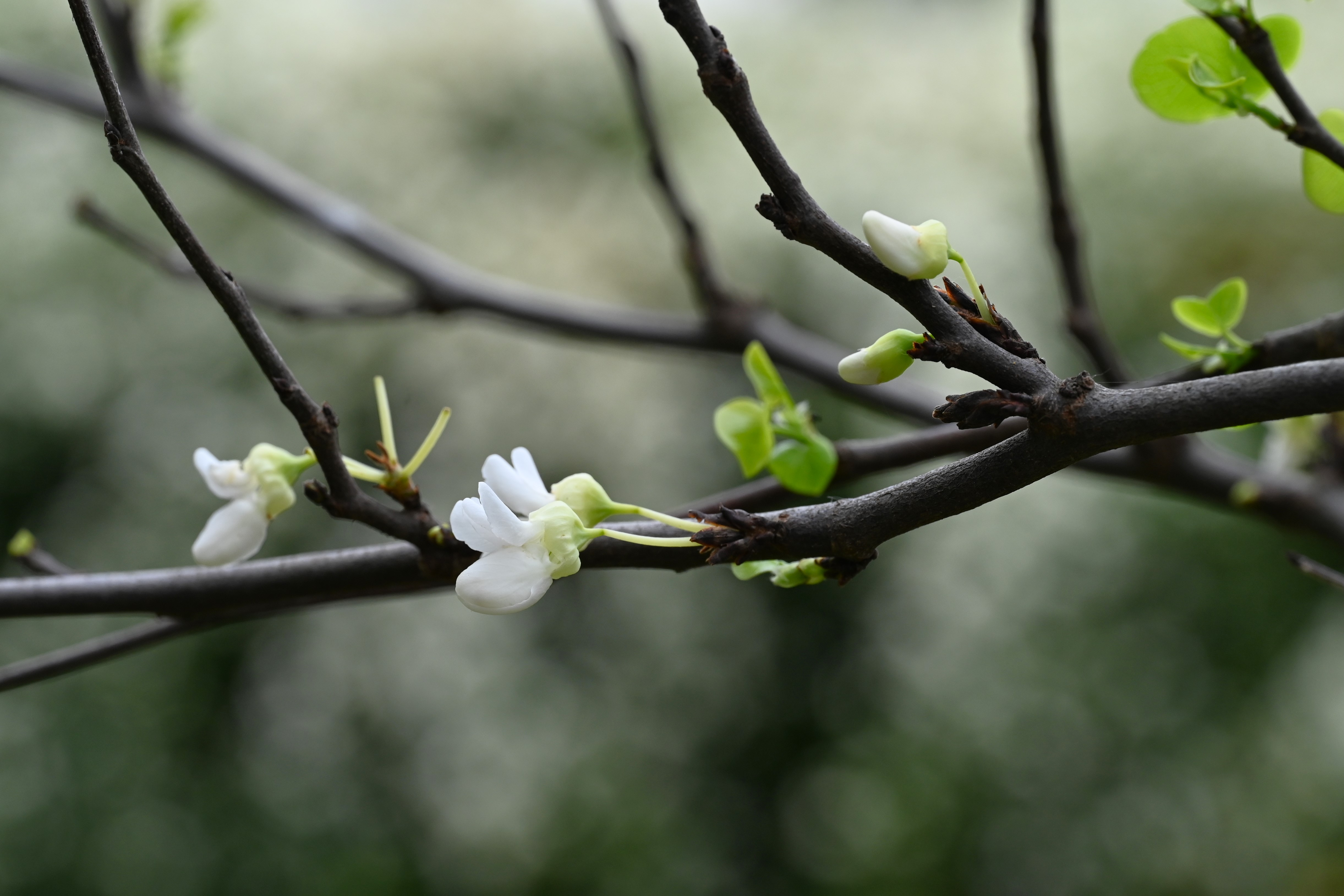

Це листопадне дерево може досягати висоти від 10 до 20 метрів. Він має густу, округлу крону, яка дещо невелика. Прямий стовбур, діаметр якого становить від 30 до 60 см, міцно озброєний багатьма довгими колючками, які можуть розгалужуватися до довжини понад 10 см. Іноді ці колючки сягають 40 см у довжину. 

## Використання
Дерево береться з його природного середовища існування заради деревини та корисної камеді. Окрім місцевого використання, камедь також збирається в промислових цілях та використовується в харчовій промисловості. Рослину іноді вирощують як живу огорожу та межовий знак.